# Heinkel He 119
Le Heinkel He 119 est un prototype d'avion de reconnaissance à haute altitude allemand de la Seconde Guerre mondiale.

## Conception
La conception de l'appareil commence courant 1936 chez Heinkel. Ce sont les ingénieurs Siegfried et Walter Günter (frères jumeaux) qui sont chargés du projet. Ils envisagent l'appareil comme un bombardier léger et un appareil de reconnaissance, si rapide qu'il n'aurait pas besoin d'armement défensif, pouvant échapper aux chasseurs adverses en volant plus vite qu'eux (doctrine du Schnellbomber). Pour minimiser la traînée, l'avion est conçu avec une motorisation enfuit au milieu du fuselage. Il s'agit d'un Daimler-Benz DB606, c'est à dire deux V12 inversés de type DB601, couplés sur un réducteur commun (selon les auteurs, cet assemblage est décrit comme un moteur 24 cylindres en "W", ou comme deux moteurs). concus pour le He 119, le DB 606 est ensuite utilisé sur le bombardier He 177. Ces moteurs sont reliés à l'hélice à quatre pales via un long arbre, qui passe entre les sièges du pilote et du copilote. Ceux si sont installés dans un nez entièrement vitré, offrant une grand visibilité. Le plan de voilure est elliptique (une solution aérodynamique en vogue dans les années 30, et restée surtout associée dans les mémoires au Supermarine Spitfire). La construction est entièrement métallique, le train est rentrant. Les entrées d'air sont situées à la base des ailes. 

## Déroulement du programme
Le premier prototype vole en juin 1937. Il utilise un refroidissement évaporatif : l'eau bout pour refroidir le moteur, et se condense dans une partie de la voilure. Ce système n'est pas fiable, et doit vite être remplacé par un radiateur ventral, ce qui détériore l'aérodynamique.  Malgré cela, le 22 novembre 1937, un He 119 bat un record du monde en volant 1000 kilomètres avec une charge d'une tonne à une vitesse moyenne de 505 km/h. L'appareil est ensuite perdu dans une tentative d'améliorer ce record. Les prototypes subissent ensuite une série de modifications. La Luftwaffe ne veut pas d'un avion non armé, une tourelle défensive tournée vers l'arrière est installée, ce qui ajoute un troisième membre d'équipage et détériore à nouveau l'aérodynamique de l'avion. Le troisième prototype est doté de flotteurs, pour un éventuel usage dans la reconnaissance maritime. Dans un contexte de progrès très rapide des performances des avions, l'appareil perd bientôt son avantage de vitesse. Il n'est jamais produit en série. Deux des prototypes sont vendus au Japon.

## Prototypes
Selon William Green dans son ouvrage de référence publié en 1970, huit prototypes ont été construits, numérotés V1 à V8. Cependant, selon des sources plus récentes, il n'est absolument pas certain qu'il s'agisse réellement de huit cellules distinctes, certains prototypes ont pu être renumérotés après avoir subi des modifications. 
- Le Heinkel 119 V1
- Le V2
- Le V3
- Le V4
- Les V5, V6, V7 et V8

## Opérateurs
Reich allemand
 Japon